# Gullängens naturreservat
Gullängens naturreservat är ett naturreservat i Falköpings kommun i Västra Götalands län.
Naturreservatet bildades 2021 och omfattar 53 hektar. Gullängen är ett stiftsreservat som ägs av Skara stift. Det ligger på Brunnhemsbergets västsluttning öster om Broddetorp och består av öppna gräsmarker, rikkärr, hagmarker, grova ekar, hassellundar, ädellövskogar och sumpskogar.
Reservatets småskaliga landskap i kombination med en kalkrik berggrund, ger ett mycket rikt växt- och djurliv. Gullängen är lättillgänglig med, vägar, parkeringsplats och vindskydd cirka 1 kilometer öster om Broddetorp. Området har höga
kulturvärden med gravhögar, rester av domarringar och fornåkrar. De äldsta fornlämningarna är från järnåldern. Gullängens namn kan ha två förklaringar. Den ena kommer sig av den rikliga förekomsten av gula blommor under våren. Den andra är mer fantasieggande och kommer från en sägen om en nedgrävd guldskatt inom området.

## Galleri

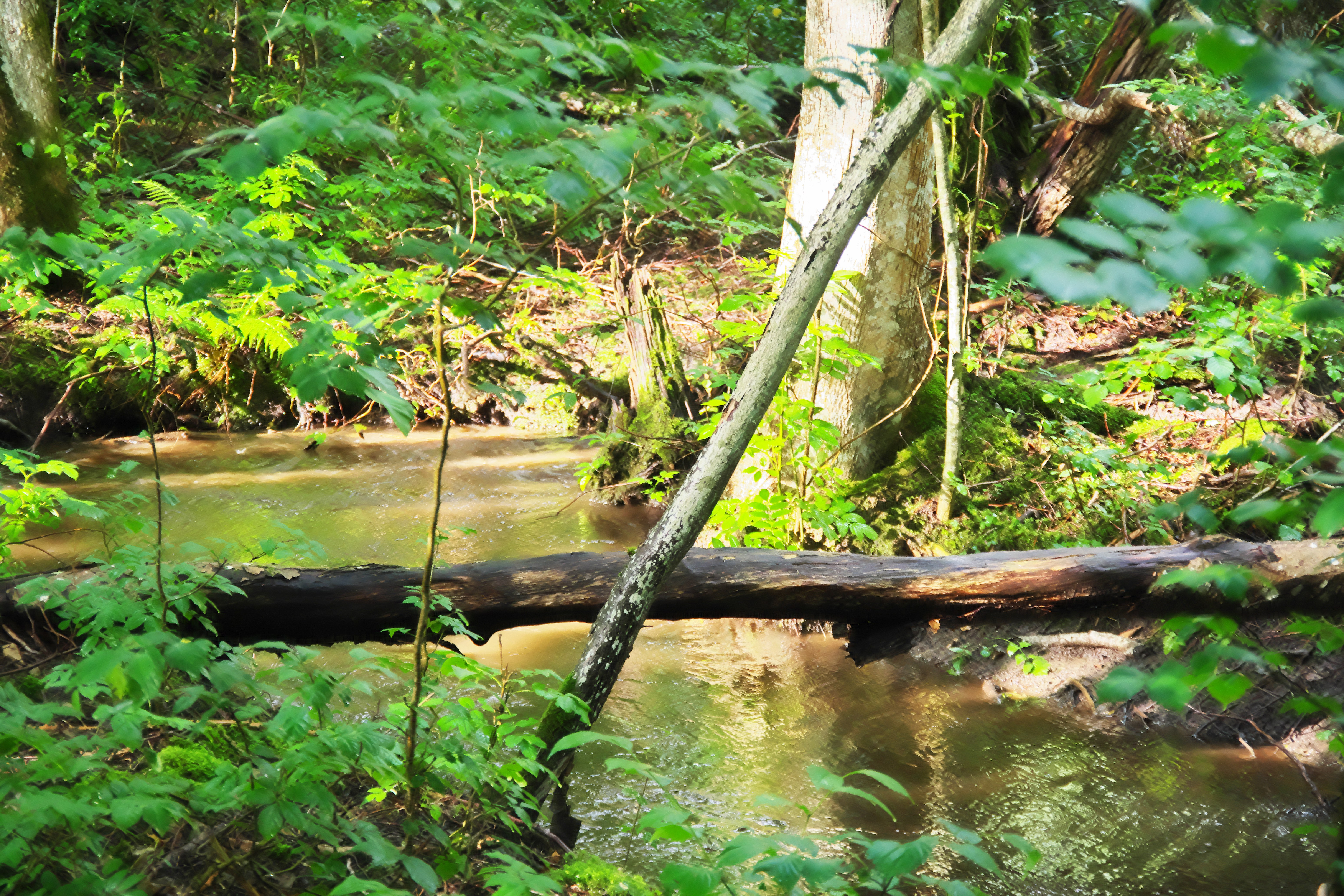
Gullängen genomflyts av flera bäckar.
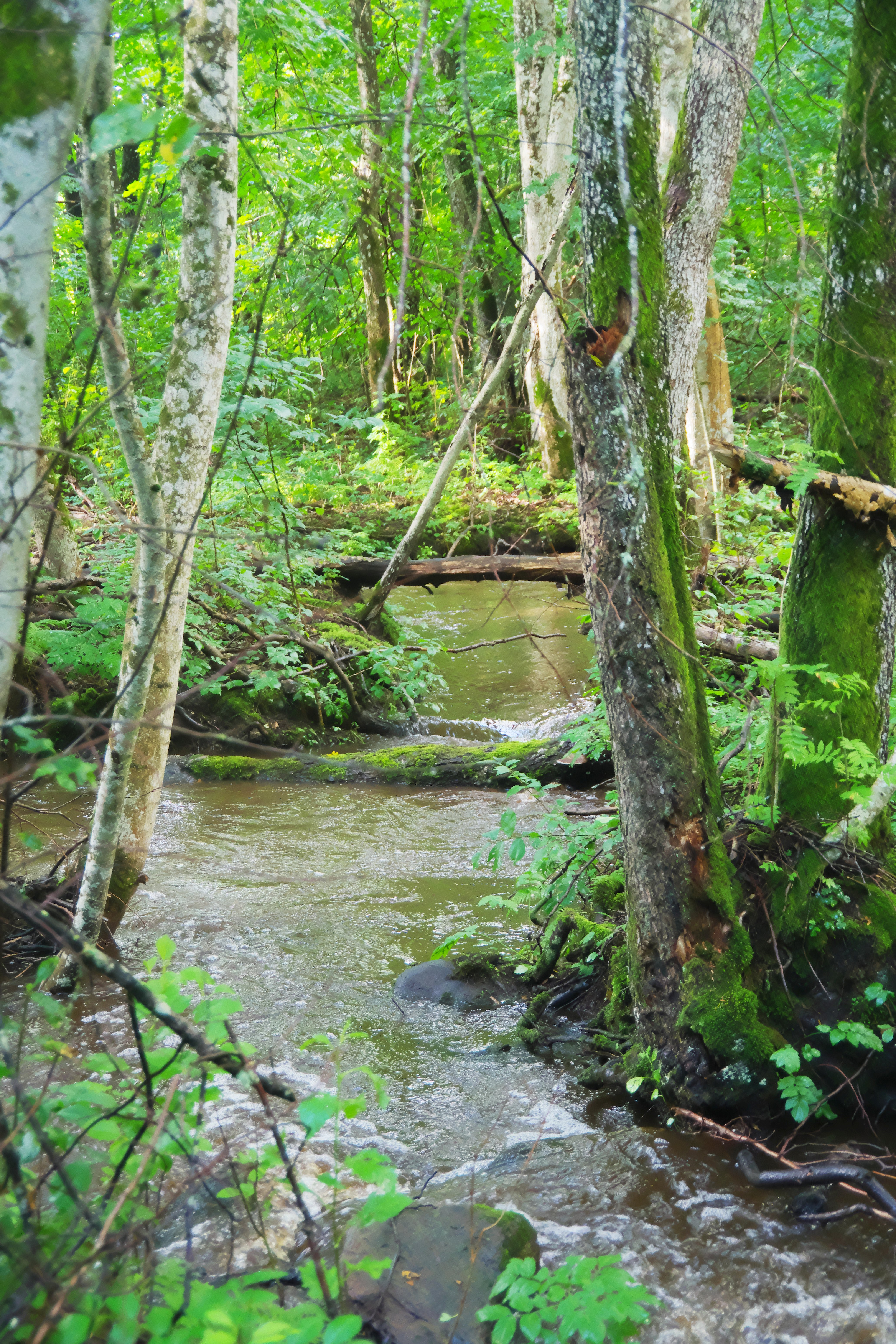
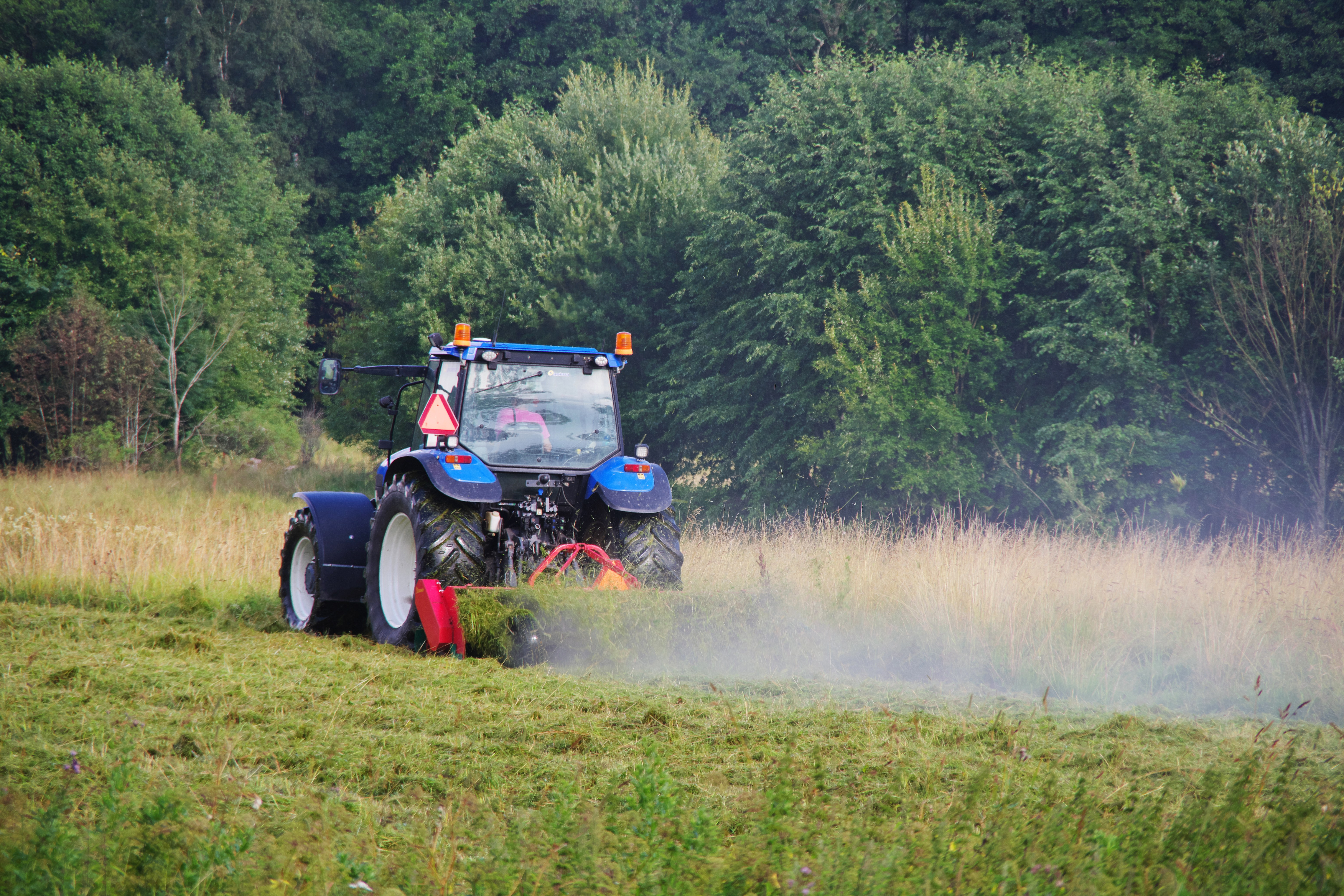
Gullängen  har sedan forntid brukats av människan. Även i nutid används reservatet för bete och slåtter.
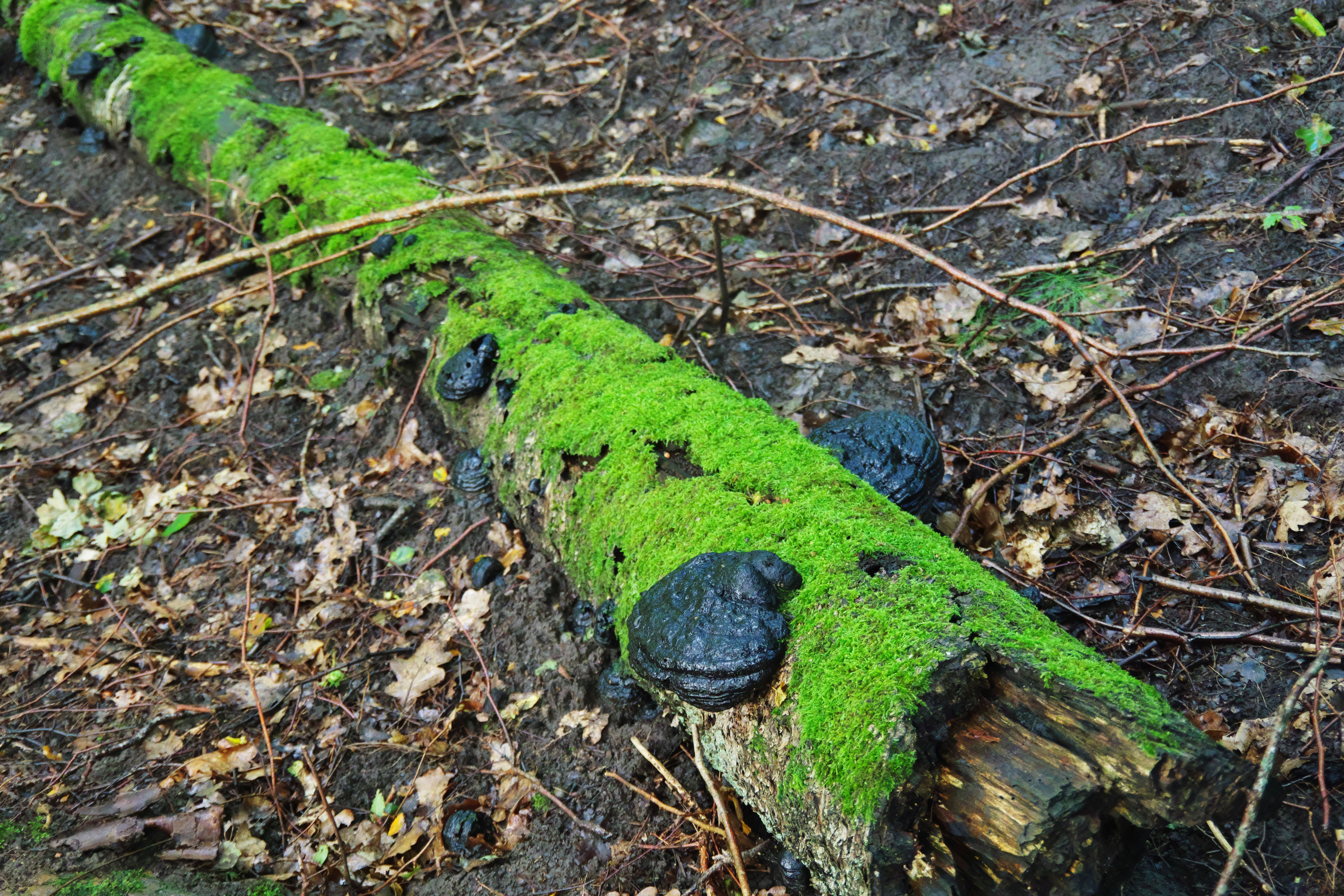
Blandskogen faller där den står och återgår sedan till naturen.